# Смирнов, Алексей Григорьевич (военачальник)
Алексей Григорьевич Смирнов (21 января 1923, деревня Новоселиха, Ветлужский район, Нижегородская губерния, РСФСР — 17 октября 2012, Москва, Российская Федерация) — советский военачальник, заместитель главнокомандующего Войсками ПВО СССР по боевой подготовке — начальник Управления боевой подготовки ПВО (1980—1988), генерал-полковник артиллерии (30.10.1978).

## Биография
В РККА с января 1942 года. Участие в Великой Отечественной войне — с 1942 года в составе Ленинградской армии ПВО. В 1944 году, командуя взводом 1-го дивизиона 84-й отдельной зенитной артиллерийской бригады ПВО старший лейтенант Смирнов, сбил 4 самолёта противника.
Образование:
В 1942 г. окончил Горьковское училище зенитной артиллерии, в 1956 г. — Артиллерийскую командную академию, в 1965 г. — Академию Генерального штаба.
Должности:
- 1956—1963 гг. — командир дивизиона, полка, зенитной ракетной бригады,
- 1963—1971 гг. — командир дивизии ПВО,
- 1969—1971 гг. — командующий 18-й особой зенитной ракетной дивизии (Арабская Республика Египет),
- 1971—1973 гг. — командир дивизии ПВО,
- 1973—1980 гг. — командующий 6-й отдельной армией ПВО,
- 1980—1988 гг. — заместитель главнокомандующего Войсками ПВО СССР по боевой подготовке.

С октября 1988 г. — в отставке.

## Награды и звания
Награждён орденами Октябрьской Революции, Красного Знамени, Отечественной войны I степени, Красной Звезды, медалью «За оборону Ленинграда», многими медалями, а также орденами ряда иностранных государств.

## Сочинения
- Смирнов А. Г. Характерные черты оперативного искусства Войск ПВО страны в Курской битве. // Военно-исторический журнал. — 1983. — № 6. — С.55-62.